# Larisa Korobejnikova
Larisa Viktorovna Korobejnikova (ryska: Лариса Викторовна Коробейникова), född den 26 mars 1987 i Kurgan, Ryssland, är en rysk fäktare.
Korobejnikova tog OS-silver i damernas lagtävling i florett i samband med de olympiska fäktningstävlingarna 2012 i London. Vid olympiska sommarspelen 2020 i Tokyo tog Korobejnikova guld i lagtävlingen i florett och brons individuellt i florett.